# Lesques de Pirra
Lesques é um antigo semilendário poeta grego, e renomado autor da Pequena Ilíada.[carece de fontes?]